# Équation de Mathieu
En physique mathématique, on appelle équation de Mathieu une équation mise en évidence par Émile Mathieu au XIXe siècle.
C'est un cas particulier de l'équation de Hill : {\displaystyle {\frac {d^{2}x}{dt^{2}}}+G(t)x=0} où {\displaystyle G(t)} est une fonction périodique, avec :
{\displaystyle G(t)=a-2q\cos(2t)}, périodique de période T=π.
Son comportement est assez particulier (résonance paramétrique, existence de sous-harmoniques, etc.). Émile Mathieu l'a rencontrée (1865) en étudiant les vibrations d'une membrane elliptique.
Ses solutions seront appelées les fonctions de Mathieu.
- G. W. Hill, dans sa théorie de la Lune, étudiera aussi une équation semblable.
- G. Floquet étudiera aussi le comportement de ces solutions (notion d'exposants de Floquet)
- Félix Bloch, en 1930, réutilisera ces résultats en physique du solide cristallin (donc à coefficients périodiques) : on parle des "fonctions de Bloch dans l'espace des « k » " de la zone de Brillouin.
- Le pendule paramétrique (le botafumeiro par exemple) relève aussi de cette équation.
- Les cristaux photoniques ont réactualisé ces études.